# 屈沃 (上索恩省)
屈沃（法語：Cuve，法語發音：[kyv] ⓘ）是法国上索恩省的一个市镇，属于吕尔区。

## 地理
屈沃（47°54'13"N, 6°13'16"E）面积8.1 平方千米，位于法国勃艮第-弗朗什-孔泰大區上索恩省，该省份为法国东部内陆省份，北起顺时针与孚日省、贝尔福地区省、杜省、汝拉省、科多尔省和上马恩省接壤。
与屈沃接壤的市镇（或旧市镇、城区）包括：丰特努瓦堡、昂热、布利涅。

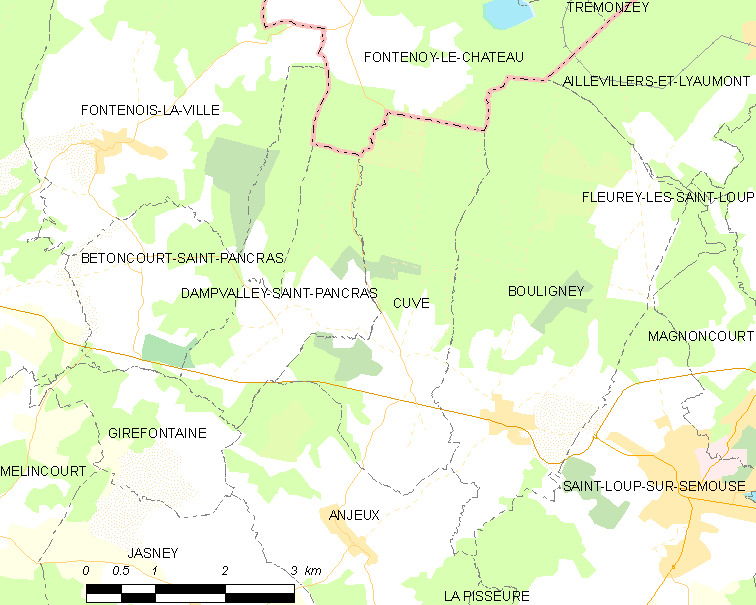
的OSM定位图

屈沃的时区为UTC+01:00、UTC+02:00（夏令时）。

## 行政
屈沃的邮政编码为70800，INSEE市镇编码为70194。

## 政治
屈沃所属的省级选区为索恩港县。

## 人口

1962-2008年间人口变化图示

屈沃于2022年1月1日时的人口数量为129人。